# Calodyne
Calodyne est une localité de la république de Maurice située au nord-nord-est de son île principale, l'île Maurice. Partie du village de Grand Gaube, elle est située sur la côte au nord-est de Goodlands et relève ce faisant du district de Rivière du Rempart.